# Імператор і вбивця
«Імператор і вбивця» — художній фільм про Цінь Ши Хуан-ді, першого імператора об'єднаного Китаю.

## Сюжет
У III столітті до н. е. цінський правитель Ін Чжен (майбутній Цінь Ши Хуан) замислив підкорити решту шість царств Китаю. Він відрядив свою заручницю Чжао до царства Янь як шпигунку. Головним її завданням було вмовити найманого вбивцю з того царства здійснити замах на Ін Чжена. Той замах мав послужити приводом до початку нападу на царство Янь. Вона змогла завербувати вбивцю, але при цьому вона закохалась у нього, а згодом і перейшла на бік жителів царства Янь, щоб допомогти їм убити Ін Чжена.

## У ролях
- Ґун Лі — принцеса Чжао
- Чжан Фен'ї — Цзін Ке, вбивця
- Лі Сюецзянь — Ін Чжен
- Сунь Чжоу — Дань, спадкоємець престолу царства Янь
- Люй Сяохе — генерал Фань Юй-ці
- Ван Чживень — Лао Ай, який мав титул Чансінь-хоу, — коханець матері Цінь Ши Хуан-ді та батько двох її дітей
- Чень Кайге — Люй Бувей, також мав титул Веньсінь-хоу
- Гу Юнфей — мати Цінь Ши Хуан-ді
- Чжао Беньшань — Гао Цзяньлі, музикант з Янь, друг Цзін Ке
- Дін Хайфен — Цінь У-ян, людина, яка супроводжувала Цзін Ке у поїздці до двору Цінь Ши Хуан-ді
- Чжоу Сюнь — сліпа дівчинка

## Історична вірогідність
Хоч у цілому сценарій доволі точно відповідає історії замаху Цзін Ке, викладеній у 86-й главі «Життєпис месників» фундаментальної праці Сими Цяня «Ши цзі», щодо решти подій періоду об'єднання Китаю фільм у багатьох випадках не настільки точний.
Наприклад, безпосереднім приводом для змови Цзін Ке та янського спадкоємця Даня, відповідно до всіх джерел, стали образи, що їх зазнав янський принц, перебуваючи заручником у царстві Цінь. Сима Цянь відносить його перебування там до 234—232 років до н. е., а замах Цзін Ке — до 227 до н. е., натомість за фільмом між тими подіями пройшло лише кілька місяців.
У фільмі показано адюльтер цінської цариці-матері та лжеєвнуха Лао Ая, від якого вона народила двох дітей. Лао Ай дійсно мав намір здійснити державний переворот, усунути Цінь Ши Хуан-діна від влади та замінити його на свого сина. Однак Сима Цянь датує ті події 238 роком до н. е., натомість Чень Кайге розташував заколот Лао Ая вже після відсилання Даня до Янь. Окрім того, за фільмом Лао Ай здійснив штурм палацу Ціньяньгун і вже там був схоплений і страчений. Насправді ж Лао Ай лише збирався захопити палац і його жителів, але був відтиснутий за межі столиці, й уже там вщент розбитий силами лояльних до цінського вана військ.
Після провалу заколоту Лао Ая його союзник, перший міністр Люй Бувей, був звинувачений у зраді й усунутий від посади, а надалі закінчив життя самогубством. Це сталось у 237—235 роках до н. э. У своєму фільмі Чень Кайге сповідує версію про те, що саме Люй Бувей був біологічним батьком цінського імператора. Однак режисер змушує Люй Бувея повіситись, жертвуючи собою заради репутації сина, натомість історичний Люй Бувей випив отруту.

## Нагороди
- 1999 — Гран-прі Каннського кінофестивалю за найкраще технічне рішення
- 1999 — Премія Golden Rooster за найкращу операторську роботу (Чжао Фей)